# جان كامباندا
جان كامباندا (بالإنجليزية: Jean Kambanda)‏ (19 تشرين الأول/أكتوبر 1955، بوتار، رواندا-أوروندي) هو سياسي ومجرم رواندي، وهو رئيس وزراء في الحكومة الرواندية المؤقتة منذ بداية الإبادة الجماعية في رواندا في عام 1994. وهو رئيس الحكومة الوحيد الذي أقر بذنبه في الإبادة الجماعية في أول مجموعة مدانين منذ دخول اتفاقية منع جريمة الإبادة الجماعية والمعاقبة عليها حيز النفاذ في عام 1951. يحمل كامباندا شهادة في الهندسة التجارية وبدأ حياته المهنية كمصرفي منخفض المستوى في شركة يونايتد بي بي آر الشعبية، وأصبح تكنوقراطيًا ليصبح رئيسًا للبنك. وفي وقت أزمة نيسان/أبريل 1994، كان نائبا لرئيس الحركة الديمقراطية الجمهورية، وهي قطاع معارض في بوتار. وقد أدى اليمين الدستورية كرئيس للوزراء في 9 نيسان/أبريل 1994 بعد مقتل الرئيس،جوفينال هابياريمانا ورئيس الوزراء السابق، «أغاثا أوويليينغييمانا».[. وقد وعدت الحركة الديمقراطية الجمهورية (MDR) منصب رئيس الوزراء في الحكومة الانتقالية التي أنشأتها اتفاقات أروشا، ولكن كامباباندا تجاوزت عدة مستويات في التسلسل الهرمي للحزب لتأخذ مكان الانتخابات فوستين تواغيرامونغو. وظل في منصبه لمائة يوم من الإبادة الجماعية حتى 19 تموز/يوليه 1994. وبعد أن ترك منصبه، فر من البلد.